# Museo de Cerámica de Paterna
El Museo de Cerámica de Paterna (en valenciano: Museu de Ceràmica de Paterna) es un museo municipal dedicado a la alfarería local con piezas de la Edad Media y de la Edad Moderna, mostrando así piezas fabricadas entre el siglo XIII y el XVI. Exportada por la Corona de Aragón por todo el Mediterráneo, se han hallado restos de la cerámica de Paterna en puntos muy lejanos del Levante español, como la república rusa de Tartaristán o el propio Kremlin moscovita.
En el año 2017 entra a formar parte de la Red de Museos Etnológicos Locales, coordinada por el Museo Valenciano de Etnología.
Todos los fondos del museo son producto de las excavaciones arqueológicas de la zona. El museo fue inaugurado en 1980 e instalado inicialmente en la Torre. Posteriormente se trasladó a la calle San Agustín y más tarde al antiguo ayuntamiento, un edificio de 1881 situado en la Plaza del Pueblo, entre el primer y el segundo círculo de murallas que rodeaban Paterna en la Edad Media.
El museo municipal de Cerámica de Paterna, además de las salas dedicadas a exposición, realiza tareas de estudio, conservación, restauración y divulgación, y cuenta con una biblioteca especializada en bibliografía y documentación relacionadas con la cerámica, el patrimonio y la arqueología, y publicaciones propias.

## Salas de la planta baja

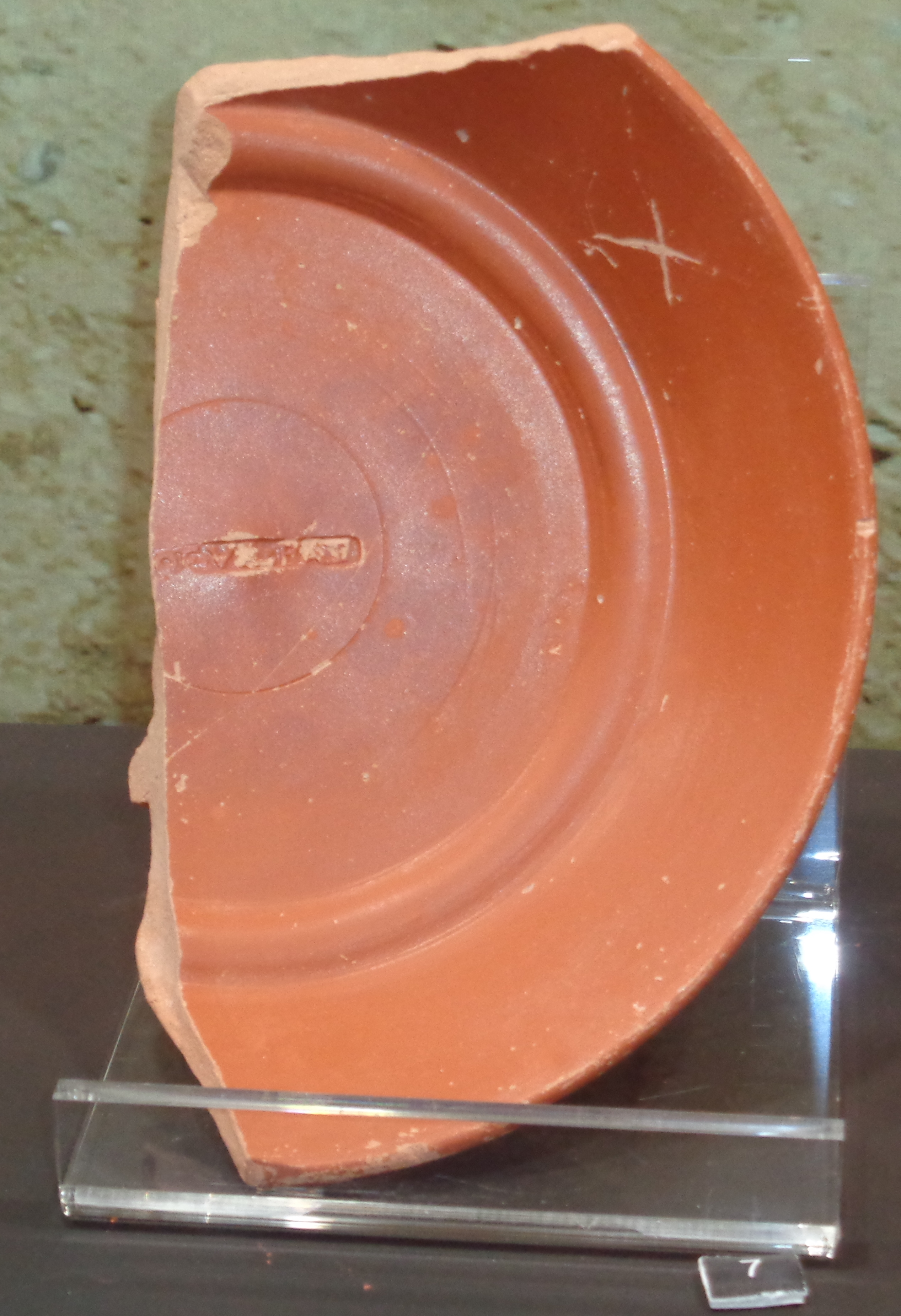
Fragmento de un plato de terra sigillata hispánica (TSH Drag. 15/17), con la inscripción «[ex] of val pat» (‘del taller de Valerius Paternus’), hallado en la villa romana de Paterna.

En la planta baja del museo puede encontrarse una exposición sobre los materiales romanos recuperados en la villa romana de Paterna. Esta exposición consta de diferentes tipos de materiales: estelas funerarias, una imagen de uno de los enterramientos que se registraron en la villa, figuras de metal, monedas, algunos objetos de pasta vítrea, herramientas para la reparación de dolia y cerámicas altoimperiales.
En la sala adyacente se ubica la zona de exposiciones temporales con las obras seleccionadas realizadas por las personas participantes en los talleres que programa el museo durante las campañas de primavera y otoño.

## Salas de la primera planta

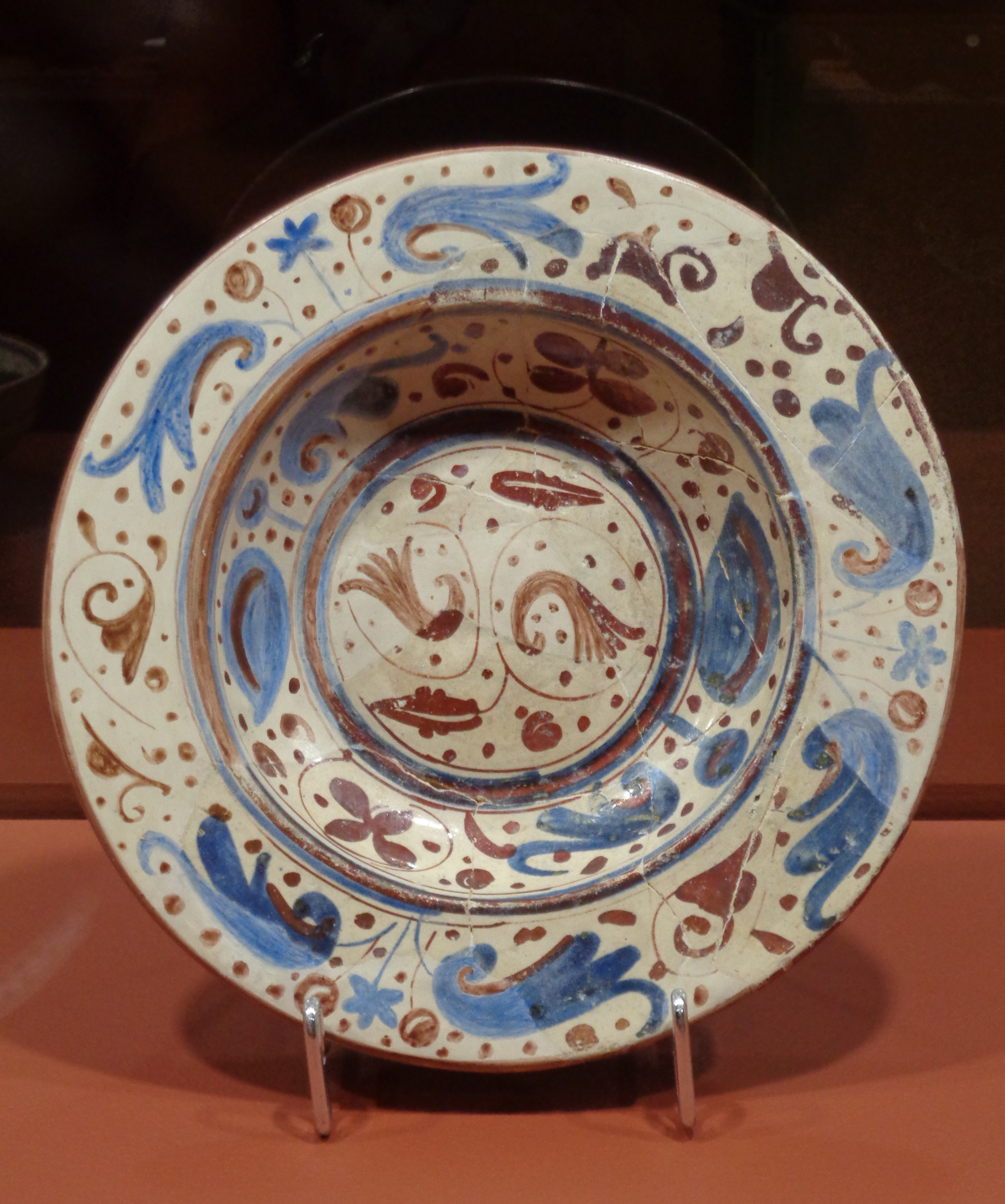
Gran plato azul y dorado decorado con hojas, tallos, matas de hierba y flores (siglo xv-xvi).

### Socarratsde Paterna
En valenciano, socarrat significa cocido una sola vez; en la terminología alfarera equivale al bizcocho castellano. Natacha Seseña los consideraba el mejor capítulo del arte popular de barro, con una iconografía casi esotérica, tan imaginativa como caricaturesca, "obra de moriscos contumaces en su forma de entender el mundo a través del Islam". Desde el siglo XV, la producción cerámica de Paterna, que llegó a competir con la de Teruel y Manises, tiene como pieza emblemática el socarrat, un ladrillo, por lo general equilátero, que se utilizaba como decoración en la parte inferior de los aleros de las casas y entre las vigas de madera. No obstante, este uso perduró hasta el siglo XVI, al menos en Paterna, y desde dicho momento pierden su papel decorativo y son reutilizados como simples ladrillos.
Los motivos pictóricos más frecuentes son las figuras humanas, los animales (aves, peces, ciervos, conejos y tortugas), los motivos heráldicos y los motivos geométricos, rodeados en ocasiones por elementos florales trazados con "almazarrón". Los socarrats del museo están expuestos junto con los rodells, discos de barro cocido que se colocaban encima de los tornos y sobre los que se disponía la arcilla que daría lugar a la pieza a realizar. Igualmente se empleaban para transportar la pieza al lugar de secado.

### Verde y manganeso
En el primer piso también se ubica la sala con la exposición de piezas decoradas en Verde y manganeso. Esta sala cuenta con aguamaniles, candiles, cuencos, escudillas, escudillas de pellizco o "pessic", jarros, lámparas, orzas, platos y redomas.
Todas ellas son piezas decoradas en verde y negro, morado o marrón sobre fondo blanco.
Sobre la cronología de estas piezas, suelen ser fechadas a principios del siglo XIV hasta finales del mismo. No obstante, en el propio museo defienden que estas cerámicas comenzarían a ser producidas a partir de mediados del siglo XIII, pues se hallaron cerámicas de Paterna y Manises en la Pobla de Ifach que estaban situadas en estratos que también contenían monedas de las dos últimas acuñaciones de Jaime I.

### Sala XIII-XIV (Cerámica azul y "obra aspra")
La siguiente sala está compuesta por una pequeña muestra de piezas de vajilla con motivos heráldicos, geométricos y vegetales, decoradas en azul (óxido de cobalto (II)) del siglo XIV. Junto a ella hay una exposición de piezas de alfarería de "obra aspra", cerámica decorada generalmente en negro (óxido de manganeso (II)) y en algún caso con cubierta barnizada realizada con plomo (el color de esta capa es en realidad el de la propia cerámica), de forma que la pieza queda impermeabilizada. Estas piezas están fechadas en el siglo XIII. La muestra está compuesta por cazuelas, candiles, cantaritos, ollas, ataifores, jarros, cocios, cantimploras, "cuscuseras" y morteros, entre otros. También hay que destacar una reproducción de un enterramiento musulmán y un "cántaro de novia".
En una pequeña sala que comunica la exposición de la cerámica de los siglos XIII-XIV con la sala con cerámica de los siglos XV-XVI, hay una muestra de alfarería de agua sin apenas decoración: tinajas, jarros, jarras, lebrillos, cazuelas, orzas, cocios y cántaras. De ellos, tan solo las jarras y los cántaros están decorados en negro, y algunas de las tinajas tienen una cubierta interior barnizada para impermeabilizar la superficie interna.

### Sala XV-XVI
Acoge piezas de los siglos XV y XVI con diferentes decoraciones, pero predominio de las piezas bizcochadas con decoración de motivos geométricos de color negro, y dos albahaqueros. Aunque en el siglo XV Paterna comenzaba a especializarse en la producción de "obra aspra", también hay una vitrina con vajilla del siglo XV decorada en azul, presidida por un gran lebrillo heráldico, cuencos, platos, escudillas, copas, saleros y jarros. Están representados elementos zoomorfos, vegetales y geométricos. Entre ellos, destaca un conjunto de ungüentarios y botellitas de vidrio.

### Sala de cerámica dorada
Esta sala contiene piezas de loza dorada, una técnica que requiere tres cocciones: la del bizcocho, la de fino (esmalte estannífero) y, por fin, la de reflejo en atmósfera reductora. El color dorado característico se conseguía mediante la combinación de óxido de cobre, plata y almagre.
En Paterna aparece hacia el siglo xiii; desde entonces, sus formas y decoraciones evolucionarían junto a la sociedad, de modo que en el mundo feudal cristiano se pueden encontrar elementos que recuerdan al mundo musulmán: alafias, la ‘mano de Fátima’, atauriques y estrellas de ocho y seis puntas, entre otras decoraciones. En los siglos xiv y xv se produce una simbiosis entre los elementos musulmanes y cristianos, que prevalecerán: rosas góticas, ángeles, hojas de perejil, medias naranjas, etc. A partir del siglo xvi las piezas son cada vez más simples y bastas, y la decoración cambia a motivos vegetales y zoomorfos. Algunas de estas piezas de reflejo dorado se combinaban con la decoración azul.

### Sala de reproducciones
Por último, el recorrido finaliza en una sala con reproducciones a escala del horno alfarero de Paterna; la cámara de cocción (laboratorio); y el torno de alfarero. A esto se añade una maqueta que explica el principio de estratigrafía. Por último también hay una pequeña exposición con "trespiés" y "llongos" (herramientas para la disposición de las piezas dentro del horno) y piezas con defectos de cocción.